# Fabius (geslacht)

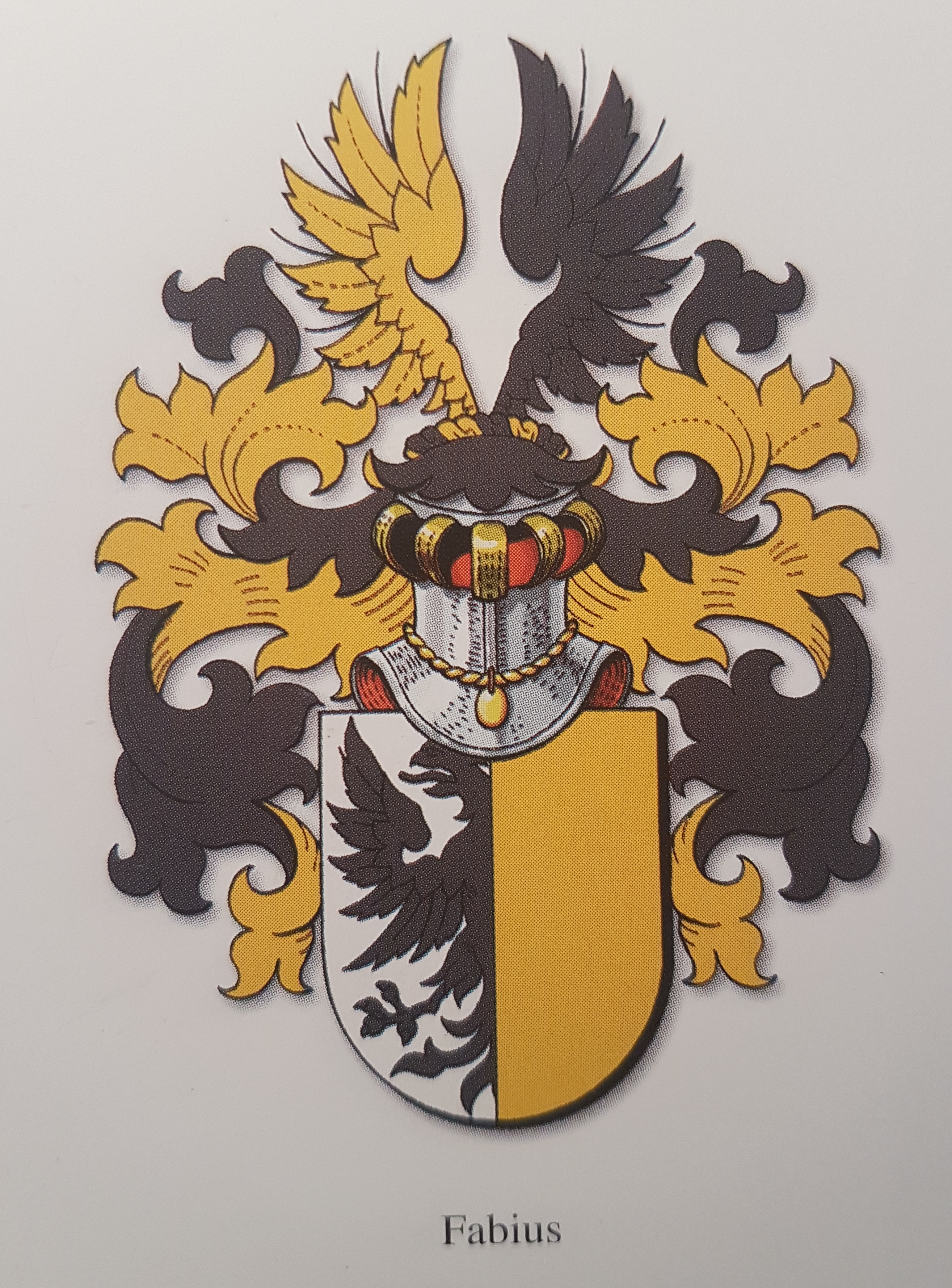
Familiewapen Fabius

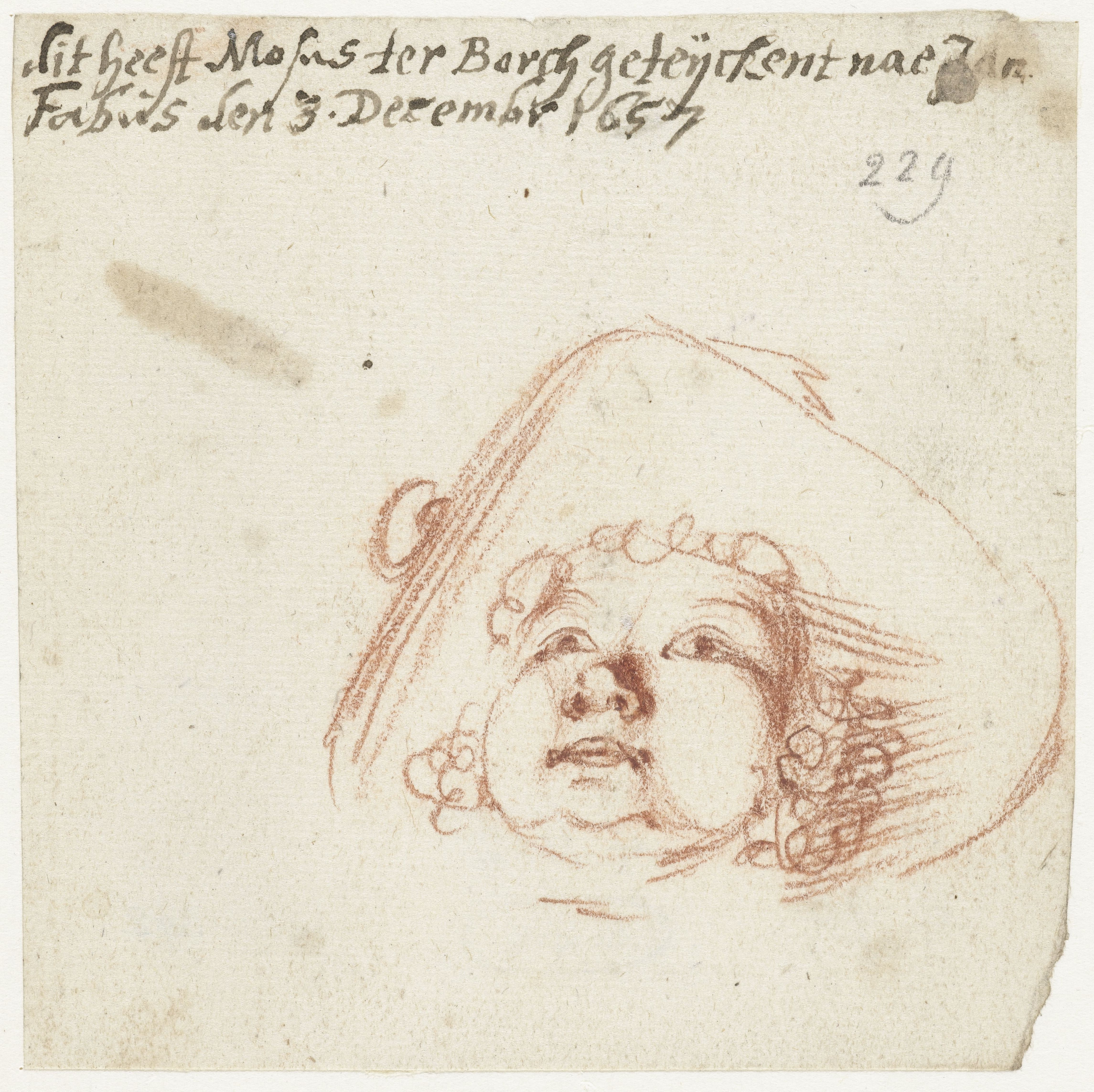
Portretstudie van Jan Fabius 1657, door Moses ter Borch (Rijksmuseum)

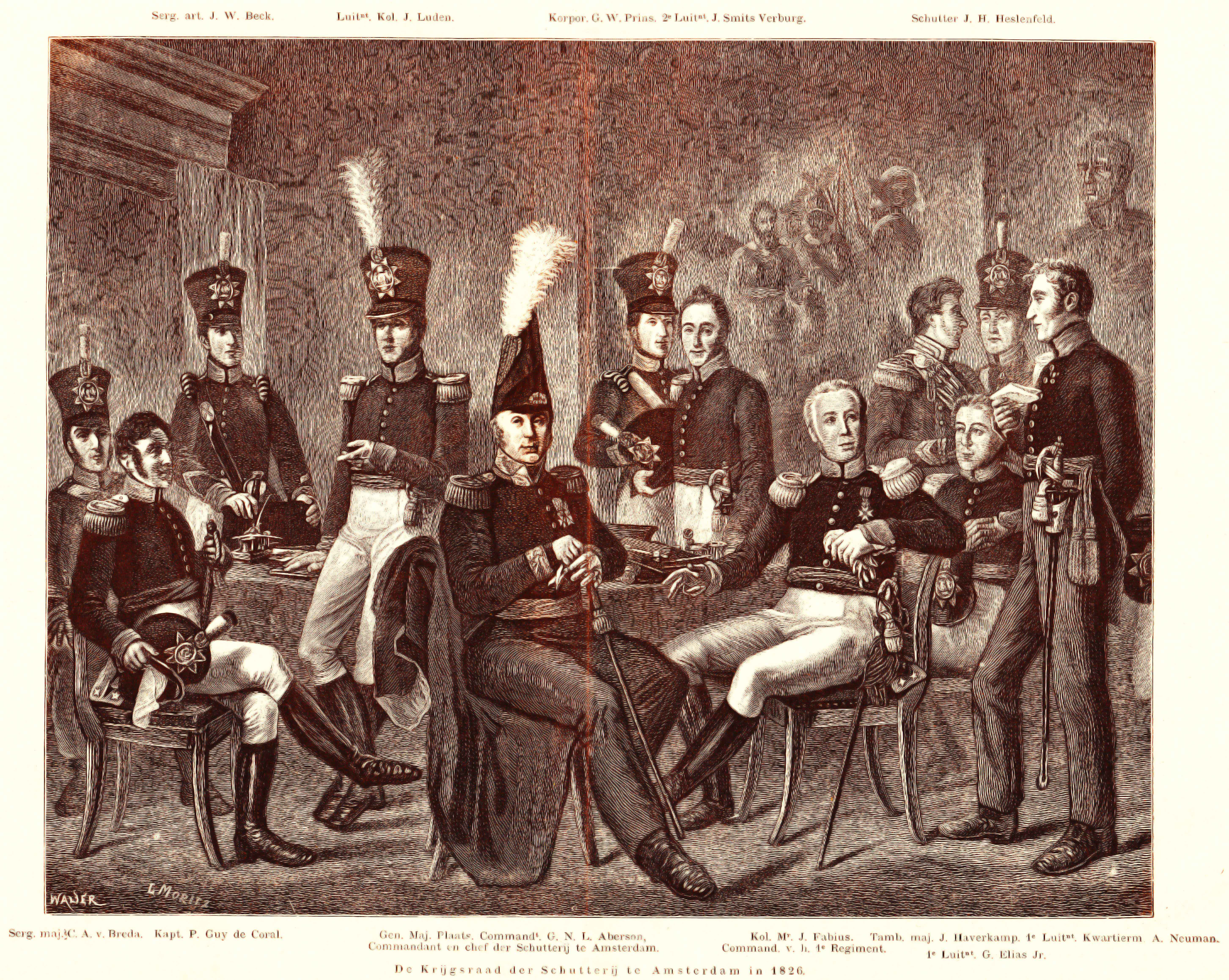
Kol. Mr Jan Fabius, Commandant van het 1e Regiment, "Krijgsraad der Schutterij van Amsterdam in 1826", gravure op basis van 3,5 bij 3 meter schutterstuk door Louis Moritz (Amsterdam Museum)

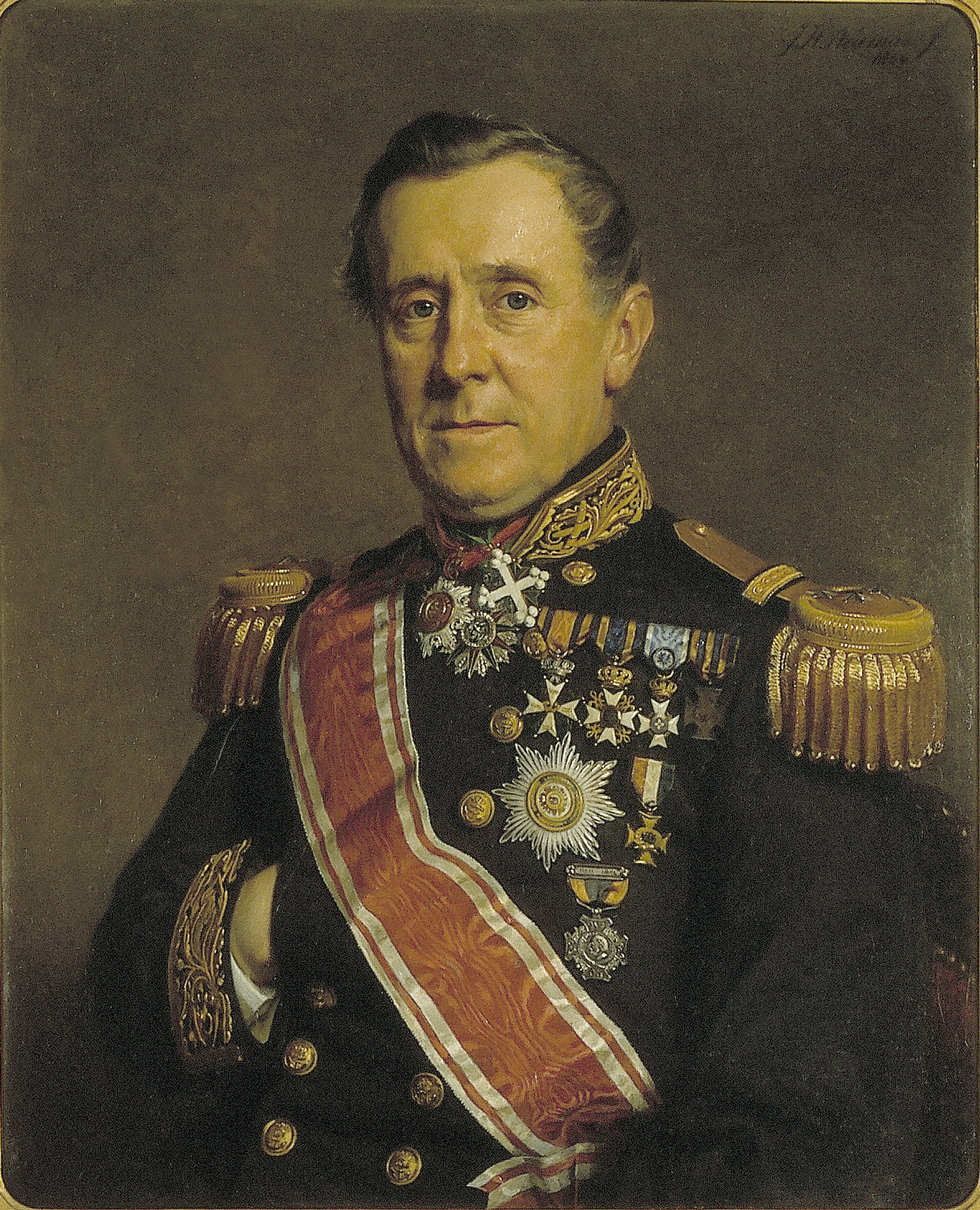
Gerhardus Fabius (1806-1888), commandant zeemacht in Oost- en West-Indië

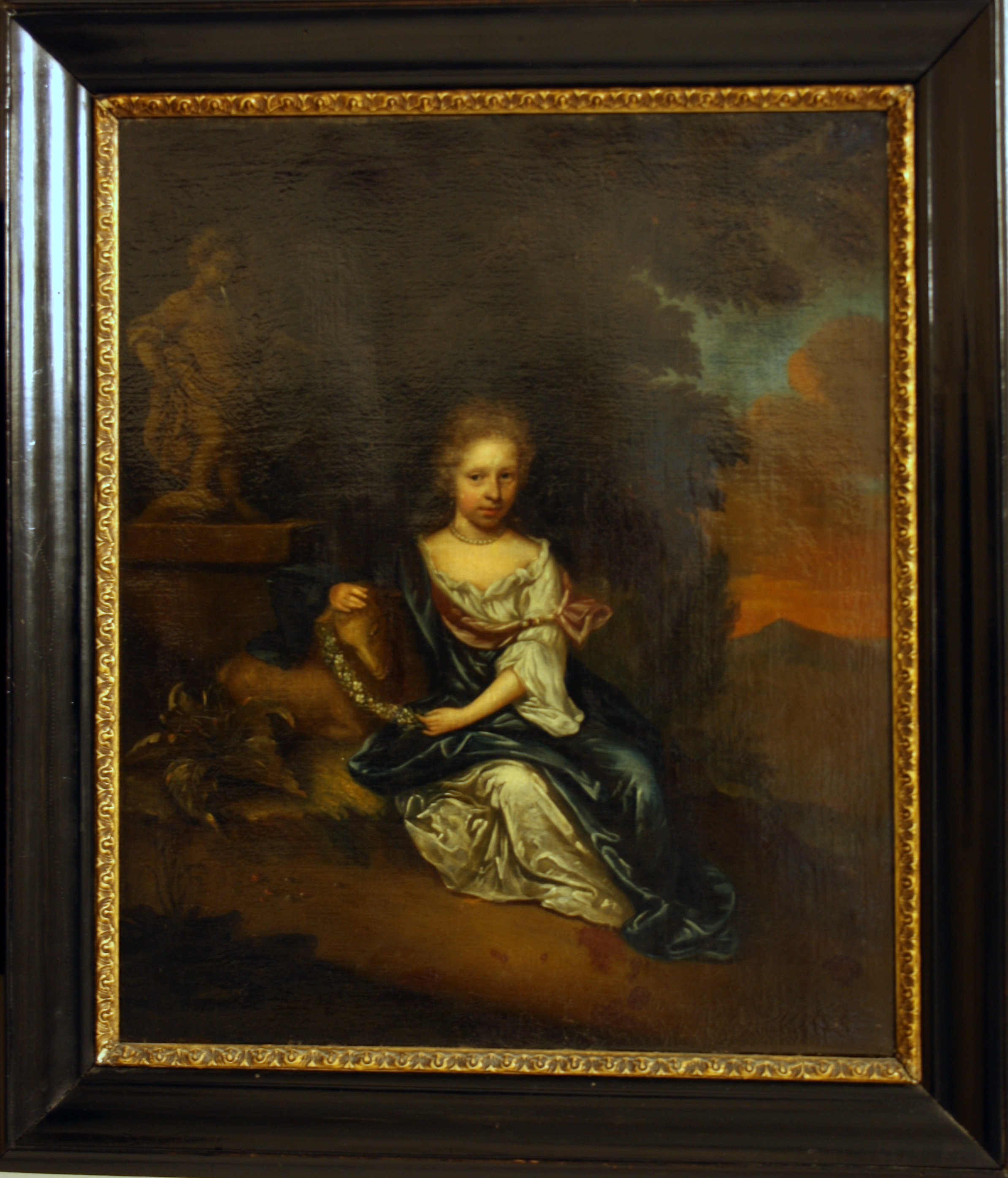
Odilia Pothoff (1685-1745), dochter van Jan Pothoff en Engeltje Fabius, echtgenote van Arnoldus Fabius, door R Koets

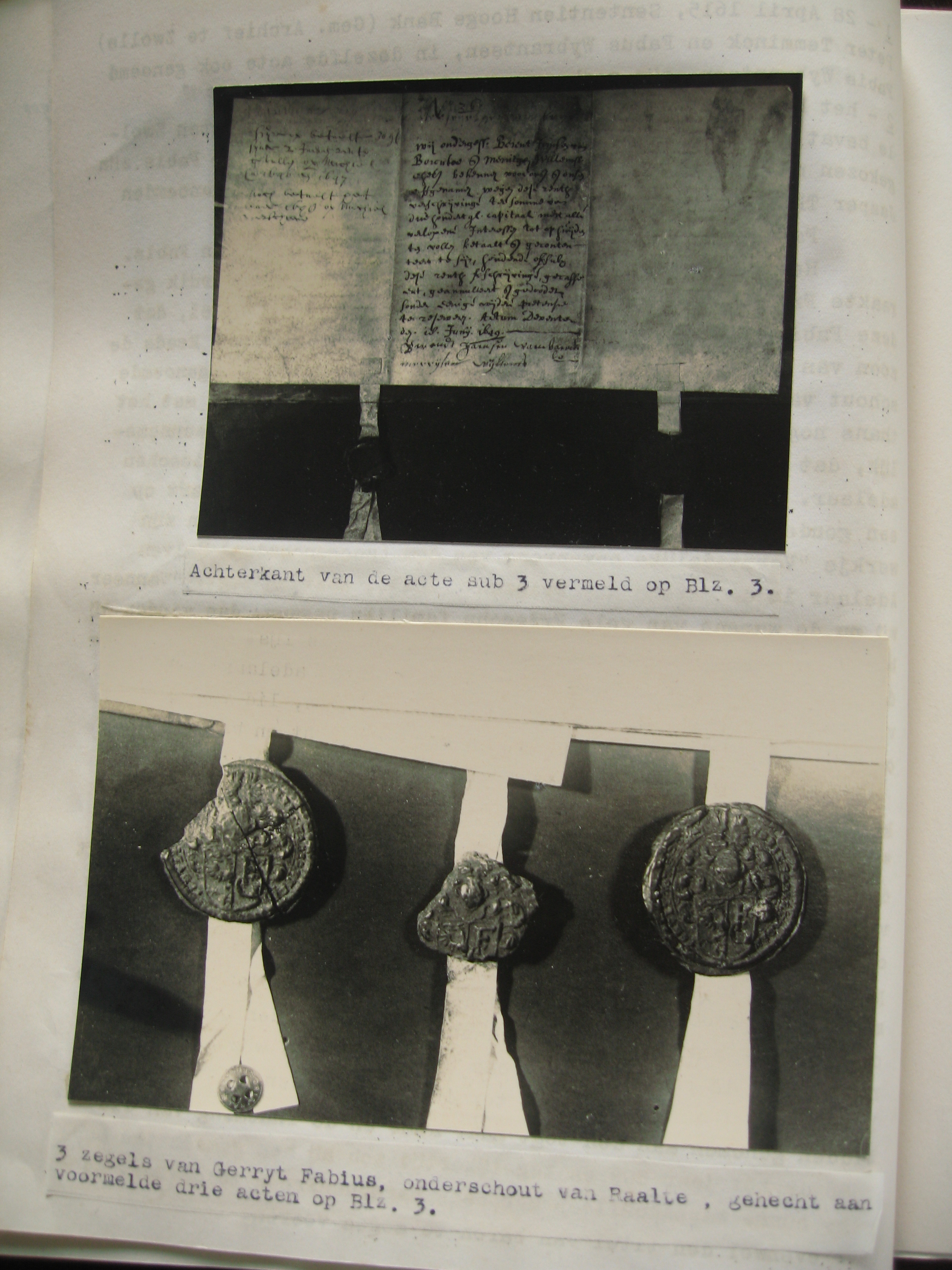
Acte en zegels, Gerryt Fabius, onderschout van Raalte 1640

Het geslacht Fabius is een Nederlandse familie die vanaf de zeventiende eeuw veel bestuurders en militairen voortbracht.
In 1930 werd het opgenomen in het genealogische naslagwerk Nederland's Patriciaat; heropname daarin volgde in 1976 en 2012.
Wapen: Gedeeld: I, in zilver een halve zwarte adelaar uitgaande van de deellijn; II effen goud. Helmteeken: een antieke vlucht van goud en zwart. Dekkleeden: zwart, gevoerd van goud. De oudst bekende wapenvoerder is Johan Fabius als schout van Heino 1628-1632, Centraal Bureau voor Genealogie, Collectie Steenkamp, zegel akomstig uit Collectie C, waszegel waarop de naam IOHAN FABIUS.

## Bekende telgen
Fabius Wijbrantsz (1560-1625), meester-schoenmaker te Zwolle, straatschepen van Zwolle 1602-1625
- Johan Fabius (1585-1632), schout van Heino 1628-1632
  - Gerryt Fabius, onderschout van Raalte 1640-1648
  - Johan Fabius (voor 1619-1651), schout van Heino 1643-1651
  - Wijbrant Fabius (voor 1619-1653), bier- en wijnkoper te Zwolle, schout van Heino 1651-1653, tr. Fennechien Karsten Meijers (1624-1679), schoutin in "De mediatie van 1657, ten behoeve der ridderschap en steden van Overijssel", schoutin van Heino 1653-1679?
    - Kerst Fabius (1646-1706), ontvanger stadsaccijnzen en pachter accijns op de stadsbieren te Zwolle, procurator en hopman schutterij van Zwolle
      - Arnoldus Fabius (1674-1707), advocaat en procurator te Zwolle, hopman schutterij van Zwolle
        - Jan Fabius (1705-1801), wijnkoper te Zwolle, schout van Dalfsen 1737-1793
          - Arnoldus Nicolaas Fabius (1733-1791), advocaat te Zwolle 
            - mr. Christiaan Jan Fabius (1767-1837), advocaat, burgemeester van Steenwijkerwold, lid Provinciale Staten van Overijssel
              - dr. Arnold Nicolaas Fabius (1805-1880) arts en chirurg
                - dr. Christiaan Jan Fabius (1842-1925), arts en wethouder te Steenwijk
                  - mr. Arnoldus Nicolaas Fabius (1883-1947), advocaat en procureur, officier van justitie
                    - Jacoba Cornelia Fabius (1918); trouwde in 1947 met Jan Albertus van Zelm van Eldik (1912-2012), secretaris van de Kanselarij der Nederlandse Orden en schrijver van het standaardwerk over ridderorden, Moed en deugd (2003)

          - Gerhardus Fabius (1739-1824), apotheker te Amsterdam
            - mr. Jan Fabius (1776-1850), advocaat, notaris te Amsterdam, raadsheer provinciaal gerechtshof van Noord-Holland, kol.-cdt. dienstdoende schutterij
              - mr. Gerhard Jan Fabius (1807-1899), (R.M.W.O. 4), advocaat, raadsheer provinciaal gerechtshof van Drenthe, lid Hoog Militair Gerechtshof te Utrecht, 1e luitenant schutterij Tiendaagse Veldtocht in 1831
                - Jan Fabius (1840-1914), luitenant-kolonel genie
                  - mr. dr. Gerhard Jan Fabius (1877-1921), waarnemend gouvernementssecretaris van Suriname
                    - Kaeso Fabius (1908-1986), burgemeester en secretaris van Oostkapelle, burgemeester van Wisch (1947-1952) en van De Bilt (1952-1971)
                      - Diedrik Gregorius Jacob Fabius (1943-2015), generaal-majoor, Gouverneur der Residentie; trouwde in 1967 met Constance Liliane barones van Lynden (1940-1998), lid van de familie Van Lynden

                    - Carel Pieter Cornelis Fabius (1917-1988), (O.O.N.), Praeses Collegii Leidsch Studenten Corps (1940-1945), lid firma R. Mees & Zoonen 1956-1962 en lid raad van bestuur Bank Mees & Hope N.V. 1962-1976

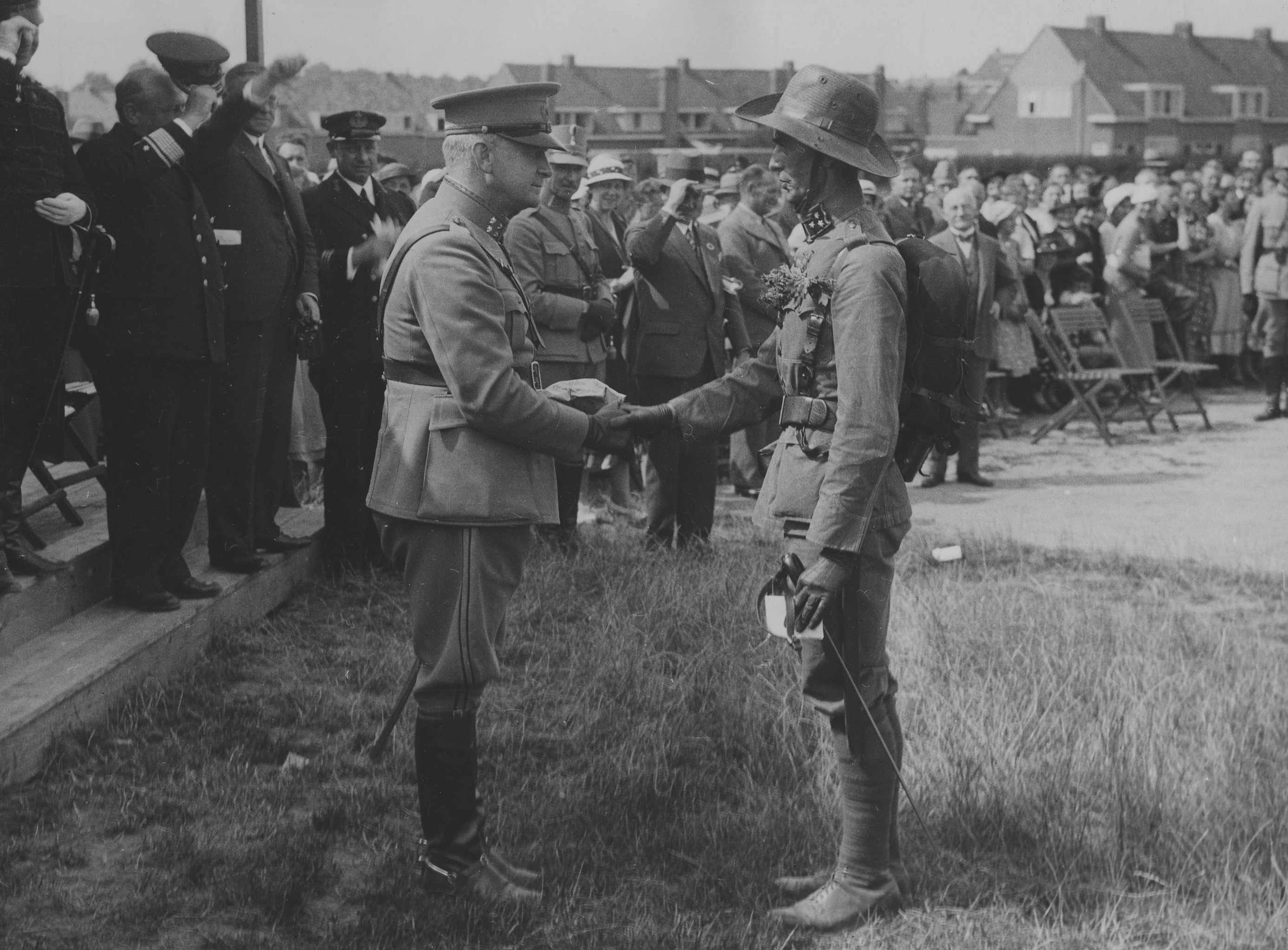
Hendrick Anton Cornelis Fabius (1878-1957), hoofd inlichtingendienst Generale Staf 1914-1918, 1939-1940

                  - Hendrick Anton Cornelis Fabius (1878-1957), hoofd inlichtingendienst Generale Staf 1914-1918, 1939-1940Hendrik Anton Cornelis Fabius (1878-1957), generaal-majoor cavalerie, luitenant-generaal, hoofd inlichtingendienst Generale Staf 1914-1918 en 1939-1940

            - ds. Jan Christiaan Fabius, (1780-1852), predikant laatstelijk te Amsterdam
              - Gerhardus Fabius (1806-1888), vice-admiraal, commandant zeemacht in Oost- en West-Indië, grondvester Japanse Marine, lid Tweede Kamer der Staten-Generaal
                - Johanna Christiania Frederika Elisabeth Fabius (1857-1944) letterkundige; trouwde in 1883 met ds. Willem Pieter Cornelis Knuttel (1854-1921), onderbibliothecaris Koninklijke Bibliotheek
                - Gerhardus Fabius (1860-1928), kapitein-ter-zee, lid hoofdbestuur Nederlandse Rode Kruis; trouwde in 1884 met Petronella Christina Joanna van Erp Taalman Kip (1864-1944), lid van de familie Kip
                  - Gerhardus Fabius (1885-1968), luitenant-kolonel artillerie, directeur archief Koninklijke Landmacht

              - ds. Gerbert Henry Fabius (1821-1860), Nederlands-Hervormd predikant laatstelijk te IJsselstein
                - Jan Christiaan Fabius (1849-1924), kapitein artillerie, lid Tweede Kamer der Staten-Generaal, inspecteur lager onderwijs te 's-Gravenhage
                - prof. mr. Dammes Paulus Dirk Fabius (1851-1931), hoogleraar staatsrecht Vrije Universiteit Amsterdam, raadsheer-plvaatsvervanger, lid gemeenteraad van Amsterdam, lid Provinciale Staten van Noord-Holland, lid Raad van State, schrijver op politiek en juridisch gebied
                - Willem Pieter Cornelis Fabius (1859-1941), kolonel titulair Koninklijke Marechaussee

            - Arnoldus Nicolaas Jacobus Fabius (1792-1816)
              - Gerhardus Cornelis Fabius (1813-1887), kapitein artillerie O.I.L., burgemeester laatstelijk van Naarden en Muiden
                - Arnold Nicolaas Jacobus Fabius (1855-1921), generaal-majoor artillerie, roman- en geschiedschrijver; trouwde in 1884 met Mena Elisabeth Cremer Eindhoven (1855-1931), schrijfster
                  - Jan Fabius (1888-1964), militair en politicus

                - Gerhardus Cornelis Abraham Fabius (1863-1932), generaal-majoor infanterie, luitenant-generaal tit.